# إيفا ماركس
إيفا ماركس (بالألمانية: Eva Marks)‏ هي مؤلفة وكاتِبة نمساوية، ولدت في 1932 في فيينا في النمسا.